# سكوت ماكدونالد
سكوت ماكدونالد (بالإنجليزية: Scott McDonald)‏ (21 أغسطس 1983 أستراليا - ) هو لاعب كرة قدم أسترالي، يلعب كمهاجم.

## وصلات خارجية
سكوت ماكدونالد على موقع قاعدة بيانات كرة القدم.إي يو (الإنجليزية)
- سكوت ماكدونالد على موقع ناشيونال فوتبول تيمز (الإنجليزية)
- سكوت ماكدونالد على موقع Soccerbase.com (لاعب) (الإنجليزية)
- سكوت ماكدونالد على موقع Soccerway.com (الإنجليزية)
- سكوت ماكدونالد على موقع عالم كرة القدم.نت (الإنجليزية)